# اکدر، سیلیفک
اکدر، سیلیفک (به لاتین: Akdere, Silifke) یک منطقهٔ مسکونی در ترکیه است که در استان مرسین واقع شده‌است.

## خصوصیات
اکدر ۱٬۷۲۰ نفر جمعیت دارد و ۱۲۰ متر بالاتر از سطح دریا واقع شده‌است.